# Kreybig Lajos
Rittersfeldi és madari Kreybig Lajos (Nagyszeben, 1879. december 23. – Budapest, 1956. június 21.) Kossuth-díjas agrokémikus, agrármérnök, pedológus (talajtani kutató), a Magyar Tudományos Akadémia levelező (1951), majd rendes (1954) tagja. Agrokémikusként és növénytermesztési szakemberként a gyakorlati mezőgazdasági talaj- és trágyázástan újító szemléletű kutatója, a biológiai talajerő-pótlási módszerek bevezetésének úttörő alakja volt. Nevéhez fűződik a közép-európai térségben egyedülálló, országos méretű talajtani térképezés megszervezése, irányítása és adatainak feldolgozása, amelynek eredményeként elkészülhetett Magyarország első átnézeti talajismereti térképe. Az ezzel párhuzamosan összeállított Kreybig-féle talajtipológia újító jelentősége abban állt, hogy a talajok geológiai, kémiai és fizikai jellemzői mellett figyelmet szentelt azok mezőgazdasági tulajdonságainak is.

## Életútja
1901-ben, a bécsi Műszaki Katonai Akadémia (K.u.K. Technische Militärakademie) elvégzését követően tüzér főhadnaggyá avatták, s katonaként szolgált. 1906 és 1913 között előbb a Budapesti Kereskedelmi Akadémián, majd a szintén fővárosi József Műegyetemen tanult. Ez utóbbi tanintézményben 1912-ben vegyészmérnöki, 1913-ban műszaki doktori oklevelet szerzett. Ez idő tájt, az 1910-es évek első felében a fővárosi Strobenz Testvérek Vegyészeti Gyárának műszaki vezérigazgatója volt, majd az első világháború kitörését követően, 1914-ben bevonult a hadseregbe. Előbb a keleti arcvonalon, végül az olasz fronton harcolt, mígnem 1916-ban 75%-os rokkantként leszerelték. 1917-ben a Chinoin gázgránátgyár építésében vett részt. 1918-ban visszavonult cserhátsurányi birtokára, ahol saját tőkéből felállította és felszerelte az ország első talajbiológiai és agrokémiai kísérleti laboratóriumát.
Egy évtizedig saját laboratóriumában végzett kísérleteket, mígnem 1930-ban kinevezték a Magyar Állami Földtani Intézet talajbiológiai csoportjának vezetőjévé, s itt dolgozott mintegy másfél évtizeden át, egészen 1944-ig. Időközben, 1942-től ismeretterjesztő előadásaival részt vett a tatai népfőiskola oktatási programjaiban, 1943-tól pedig a földművelésügyi minisztérium mezőgazdasági kísérletügyi főigazgatója lett. A második világháború végén nyugdíjazták, de 1946-ban magántanári képesítést szerzett a Magyar Agrártudományi Egyetemen a növénytermesztési ökológia („Természeti adottságaink és érvényesülésük a növénytermesztésben”) tárgyköréből, 1947-től pedig ezzel párhuzamosan ismét a földművelésügyi minisztérium alkalmazásában állt mint mezőgazdasági talajtani szaktanácsadó.

## Munkássága

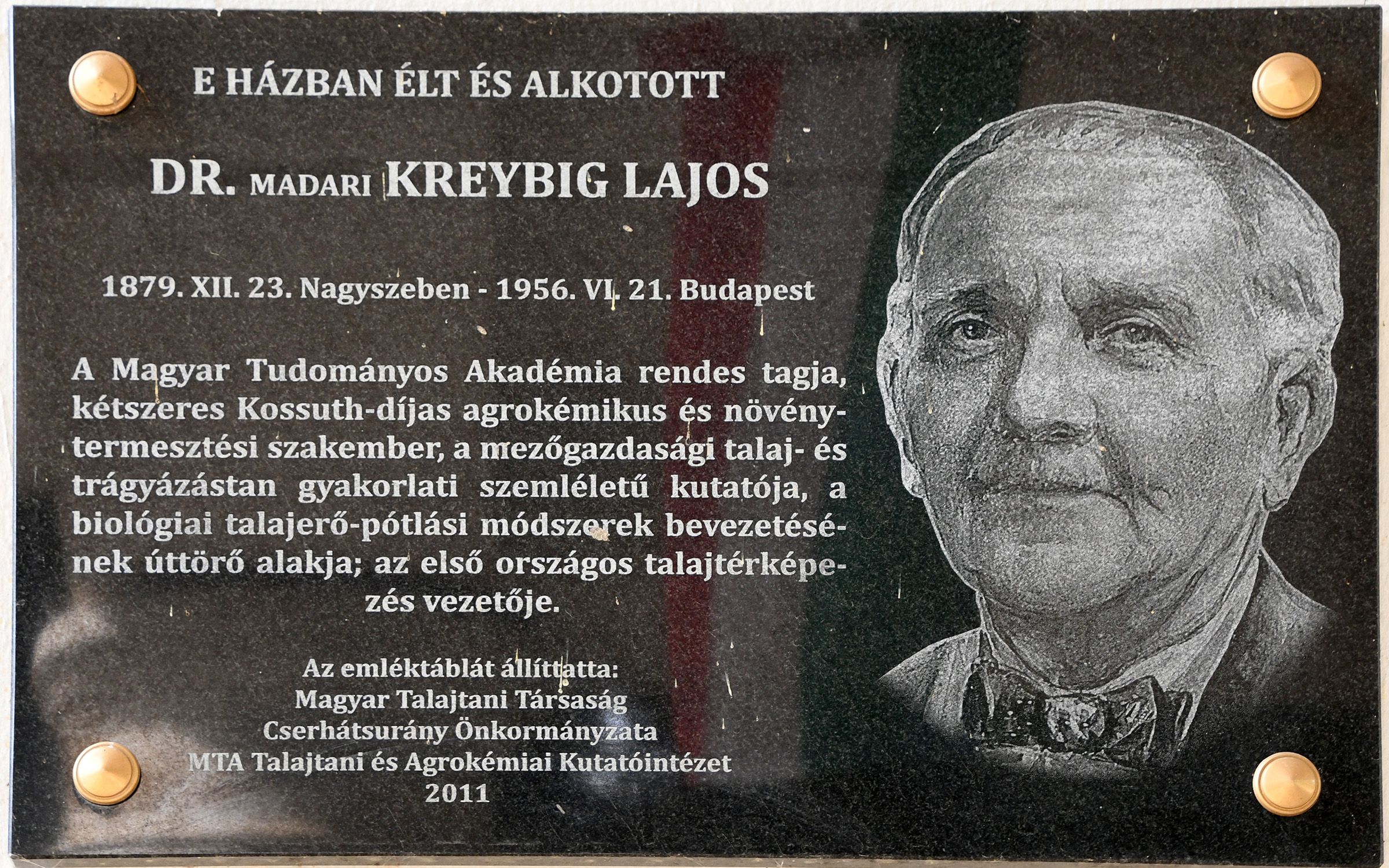
Emléktáblája a cserhátsurányi Surányi-kastély falán

Tudományos tevékenységében vegyészi érdeklődése a növénytermesztés, a növényfiziológia és a talajbiológia (talajerő-gazdálkodás) kérdéseire összpontosított figyelemmel párosult. Kutatásaiban a talajnak mint biológiai közegnek és a talajlakó élőlényeknek a talajerőpótlásban játszott szerepét hangsúlyozta, szemben a korábbi, mechanikai talajerő-javítási irányzattal. Elgondolásaiból kiindulva foglalkozott a trágyázás kérdéseivel, kidolgozta az istállótrágya foszfátos erjesztésének módszerét, s új eljárást vezetett be a szerves és szervetlen trágyák együttes alkalmazására. Behatóan vizsgálta a nyersfoszfát-féleségek biokémiai feltárásának lehetőségeit. Mezőgazdasági szakemberként átfogóan is foglalkozott a növénytermesztési agrotechnika kérdéseivel, szakkönyvei és publikációi mellett a Növénytermesztők Országos Szövetsége számára kidolgozta a nagytáblás gazdálkodás módszereit, s részt vett több talajjavító és növénytermesztési körzet kialakításában. Mindemellett kiterjedt ismeretterjesztő tevékenységet is folytatott.
A Magyar Állami Földtani Intézetben töltött évekhez fűződik életművének egyik legjelentősebb, a hazai mezőgazdaság-tudomány számára is nagy fontosságú munkája. 1933-ban fogott hozzá – a talajtani osztály közreműködésével – Magyarország talajtani térképezésének megszervezéséhez és irányításához. A tíz éven át, 1944-ig zajló munkálatok eredményeként Magyarország területéről mintegy 250, túlnyomórészt 1:25 000 léptékű térképszelvényt készítettek el, ezek alapján Kreybig kidolgozta a hazai talajok tipológiáját, meghatározta az ország talajtájait és elkészítette Magyarország első, 1:75 000 léptékű átnézeti talajismereti térképét. A talajok osztályozásakor, a talajtájak meghatározásakor és térképi leképezésekor nem csupán az egyes talajok geológiai, kémiai és fizikai tulajdonságait vette számba, de a földhasználati viszonyokat (művelt terület, erdő stb.) is feltüntette, valamint a mezőgazdasági szempontú adottságokat – mint a tápanyagtartalom, termőréteg-vastagság, talajvízmélység, égtáji kitettség –  is figyelembe vette (Kreybig-féle talajosztályozás). Egyes térképszelvények a második világháború során megsemmisültek, de ezeket az adatfelvételezés megismétlésével 1955-ben pótolták, s a talajtulajdonságok lassú ütemű változásának köszönhetően napjainkban is mérvadó talajismereti referenciaként szolgálnak. Pályája során Kreybig aktív résztvevője volt a nemzetközi talajtani kongresszusoknak.

## Társasági tagságai és elismerései
Tudományos eredményei elismeréseként 1951-ben a Magyar Tudományos Akadémia levelező, 1954-ben rendes tagjává választották. Két ízben, 1950-ben és 1954-ben kapott Kossuth-díjat.

## Főbb művei
- Katalitikus olajfehérítés és oxidáció: Műszaki doktori értekezés. Budapest, Anglo ny., 1913, 36 p.
- Gyakorlati mezőgazdaság- és növényélettan, különös tekintettel a növénytermelés fokozására és annak feltételeire. Budapest, Pátria, 1923, 170 p.
- A talaj élete, javítása és trágyázása biológiai szempontokból. Budapest, Egyetemi ny., 1928, 260 p.
- Die Bedigungen der Wirtschaftlichkeit der Handelsdüngemittel. Berlin, Parey, 1930, 128 p.
- A trágyaszerek jövedelmező érvényesülésének feltételei, különös tekintettel a talajtulajdonságokra. Budapest, Pátria ny., 1931, 178 p.
- Az aszály és a víz, különös tekintettel az öntözővíz hasznosítására. Budapest, Egyetemi ny., 1938, 27 p.
- A M. Kir. Földtani Intézet talajfelvételi, vizsgálati és térképezési módszere és célja. Budapest, Magyar Mérnök- és Építész-Egylet, 1938, 24 p.
- Talajvizsgálatok szerepe a növénytermesztésben. Debrecen, Tiszántúli Mezőgazdasági Kamara, 1940, 75 p. = Alföldi Magvető, II/1.
- Magyar tájak talajismereti és termeléstechnikai leírása I.: A Tiszántúl. Budapest, Magyar Királyi Földtani Intézet, 1944, 224 p.
- Mezőgazdasági természeti adottságaink és érvényesülésük a növénytermesztésben. Budapest, Kulcsár Könyvnyomda, 1946, 384 p.
- Gyakorlati trágyázástan. Budapest, Mezőgazdasági, 1951, 304 p.
- A talajok hő- és vízgazdálkodása. Budapest, Mezőgazdasági, 1951, 156 p.
- Az agrotechnika tényezői és irányelvei. Budapest, Akadémia, 1953, 518 p.
Második, bővített kiadás: Az agrotechnika tényezői és irányelvei. Budapest, Akadémia, 1956, 819 p.
- Gázvízfeldolgozás. Budapest, Közoktatási Jegyzetellátó, 1953, 29 p.
- Die biologische Aufschliessung und praktische Anwendung von mineralischen Rohphosphaten. in: Acta Agronomica 1953. 137–213.
- A nyers ásványi foszfátok biológiai feltárása és gyakorlati alkalmazása. in: MTA Agrártudományok Osztályának Közleményei 1953. 167–235.
- A talajerőgazdálkodás szervestrágyázási vonatkozásai és problémái. in: MTA Agrártudományok Osztályának Közleményei 1953. 383–418.
- Trágyázástan: A talajélőlények és növények okszerű táplálásának irányelvei. Budapest, Mezőgazdasági, 1955, 470 p.
- Gázkéntelenítés hazai feladatai és a hazai gázoknál számbajövő eljárások. Budapest, Felsőoktatási Jegyzetellátó, 1955, 24 p.
- Újabb tanulmányok az istálló- és foszforsavtrágyázás tárgyköréből és gyakorlati hasznosításuk módjairól. in: MTA Agrártudományok Osztályának Közleményei 1956. 273–330.
- Adatok és irányelvek a dunántúli löszhát táj talajtermékenységének kialakítására és fokozására. in: MTA Agrártudományok Osztályának Közleményei 1957. 57–82.

## Emlékezete
Emlékét őrzi a Magyar Talajtani Társaság által alapított Kreybig Lajos-díj

## További irodalom
- Sedlmayer Kurt: Kreybig Lajos. in: Magyar Tudomány 1956.
- Stefanovits Pál: Kreybig Lajos 1879–1956. in: Agrokémia és Talajtan XXVIII. 1979. 3–4. sz. 353–356.
- Kreybig Lajos-emlékrovat. in: Agrártudományi Közlemények XXXIX. 1980. 3. sz. 515–550.

1. ↑  https://library.hungaricana.hu/hu/view/BFLV_bn_25_07_1999_3_2/?pg=249&layout=s